# Lekkoatletyka na Letnich Igrzyskach Olimpijskich 1968 – sztafeta 4 × 100 m mężczyzn
Sztafetę 4 × 100 metrów mężczyzn podczas XIX Letnich Igrzysk Olimpijskich w Meksyku rozegrano  19 (eliminacje i półfinały) i 20 października 1968 (finał) na Estadio Olímpico Universitario. Zwycięzcą została sztafeta Stanów Zjednoczonych, która biegła w składzie: Charles Greene, Melvin Pender, Ronnie Ray Smith i Jim Hines. Ustanowiła ona w finale rekord świata wynikiem 38,2 s (wcześniej na tych igrzyskach trzykrotnie rekord świata był poprawiany przez sztafetę Kuby i dwukrotnie Jamajki).

## Rekordy
|                   | reprezentacja     | zawodnicy                                                  | czas | data                      | miejsce |
| ----------------- | ----------------- | ---------------------------------------------------------- | ---- | ------------------------- | ------- |
| Rekord świata     | Stany Zjednoczone | Paul Drayton, Gerald Ashworth, Richard Stebbins, Bob Hayes | 39,0 | 21 października 1964(dts) | Tokio   |
| Rekord olimpijski | Stany Zjednoczone | Paul Drayton, Gerald Ashworth, Richard Stebbins, Bob Hayes | 39,0 | 21 października 1964(dts) | Tokio   |

## Wyniki
| Poz. - pozycja |
| – rekord świata \| – rekord krajowy \| – rekord życiowy \| = – wyrównany rekord życiowy \| · – najlepszy wynik w sezonie \| = – wyrównany najlepszy wynik w sezonie \| – rekord olimpijski |
| Fn – falstart \| DNF – nie ukończyła \| DNS – nie wystartowała \| DSQ – zdyskwalifikowana                                                                                                  |

### Eliminacje
19 sztafet przystąpiło do biegów eliminacyjnych. Rozegrano trzy biegi. Do półfinałów awansowało po pięć najlepszych sztafet w każdym biegu (Q) oraz jedna z najlepszym czasem spośród pozostałych (q).

#### Bieg 1
| Poz. | Państwo           | Zawodnicy                                                      | Rezultat | Uwagi |
| ---- | ----------------- | -------------------------------------------------------------- | -------- | ----- |
| 1    | Kuba              | Hermes Ramírez, Juan Morales, Pablo Montes, Enrique Figuerola  | 38,7     | Q,    |
| 2    | Stany Zjednoczone | Charles Greene, Melvin Pender, Ronnie Ray Smith, Jim Hines     | 38,8     | Q     |
| 3    | Trynidad i Tobago | Raymond Fabien, Winston Short, Carl Archer, Edwin Roberts      | 38,9     | Q     |
| 4    | Bahamy            | Jerry Wisdom, Tom Robinson, Bernard Nottage, Kevin Johnson     | 39,4     | Q     |
| 5    | Nigeria           | Timon Oyebami, Robert Ojo, Benedict Majekodunmi, Kola Abdulai  | 39,4     | Q     |
| 6    | Ghana             | Edward Owusu, Michael Ahey, William Quaye, James Addy          | 41,4     | q     |
| 7    | Dominikana        | Luis Soriano, Alberto Torres, Rafael Domínguez, Porfirio Veras | 41,4     |       |

#### Bieg 2
| Poz. | Państwo                  | Zawodnicy                                                             | Rezultat | Uwagi |
| ---- | ------------------------ | --------------------------------------------------------------------- | -------- | ----- |
| 1    | Jamajka                  | Errol Stewart, Michael Fray, Clifton Forbes, Lennox Miller            | 38,6     | Q,    |
| 2    | Francja                  | Gérard Fenouil, Jocelyn Delecour, Claude Piquemal, Roger Bambuck      | 39,0     | Q     |
| 3    | RFN                      | Karl-Peter Schmidtke, Gert Metz, Gerhard Wucherer, Jochen Eigenherr   | 39,1     | Q,    |
| 4    | Wielka Brytania          | Joseph Speake, Ron Jones, Ralph Banthorpe, Barrie Kelly               | 39,3     | Q,    |
| 5    | Wybrzeże Kości Słoniowej | Atta Kouakou, Kouami N’Dri, Boy Akba Diby, Gaoussou Koné              | 39,6     | Q     |
| 6    | Japonia                  | Naoki Abe, Hiroomi Yamada, Shinji Ogura, Hideo Iijima                 | 40,0     | [ 3 ] |
| 7    | Meksyk                   | Félix Bécquer, Enrique Labadie, Galdino Flores, Miguel Ángel González | 40,0     |       |

#### Bieg 3
| Poz. | Państwo | Zawodnicy                                                                 | Rezultat | Uwagi |
| ---- | ------- | ------------------------------------------------------------------------- | -------- | ----- |
| 1    | NRD     | Heinz Erbstößer, Hartmut Schelter, Peter Haase, Harald Eggers             | 38,9     | Q, =  |
| 2    | ZSRR    | Ołeksij Chłopotnow, Jewgienij Siniajew, Nikołaj Iwanow, Władisław Sapieja | 39,0     | Q     |
| 3    | Polska  | Wiesław Maniak, Edward Romanowski, Zenon Nowosz, Marian Dudziak           | 40,2     | Q     |
| 4    | Malezja | Mani Jegathesan, Tambusamy Krishnan, Rajalingam Gunaratnam, Ooi Hock Lim  | 40,6     | Q     |
| 5    | Włochy  | Sergio Ottolina, Ennio Preatoni, Angelo Sguazzero, Livio Berruti          | 41,5     | Q     |

### Półfinały
Rozegrano dwa biegi półfinałowe. Do finału awansowały po cztery najlepsze zespoły z każdego biegu.

#### Bieg 1
| Poz. | Państwo                  | Zawodnicy                                                                | Rezultat | Uwagi |
| ---- | ------------------------ | ------------------------------------------------------------------------ | -------- | ----- |
| 1    | Jamajka                  | Errol Stewart, Michael Fray, Clifton Forbes, Lennox Miller               | 38,3     | Q,    |
| 2    | NRD                      | Heinz Erbstößer, Hartmut Schelter, Peter Haase, Harald Eggers            | 38,7     | Q,    |
| 3    | RFN                      | Karl-Peter Schmidtke, Gert Metz, Gerhard Wucherer, Jochen Eigenherr      | 38,9     | Q     |
| 4    | Polska                   | Wiesław Maniak, Edward Romanowski, Zenon Nowosz, Marian Dudziak          | 38,9     | Q,    |
| 5    | Wielka Brytania          | Joseph Speake, Ron Jones, Ralph Banthorpe, Barrie Kelly                  | 39,4     |       |
| 6    | Trynidad i Tobago        | Raymond Fabien, Winston Short, Carl Archer, Edwin Roberts                | 39,5     |       |
| 7    | Wybrzeże Kości Słoniowej | Atta Kouakou, Kouami N’Dri, Boy Akba Diby, Gaoussou Koné                 | 39,6     |       |
| 8    | Malezja                  | Mani Jegathesan, Tambusamy Krishnan, Rajalingam Gunaratnam, Ooi Hock Lim | 40,8     |       |

#### Bieg 2
| Poz. | Państwo           | Zawodnicy                                                                 | Rezultat | Uwagi |
| ---- | ----------------- | ------------------------------------------------------------------------- | -------- | ----- |
| 1    | Kuba              | Hermes Ramírez, Juan Morales, Pablo Montes, Enrique Figuerola             | 38,6     | Q     |
| 2    | Stany Zjednoczone | Charles Greene, Melvin Pender, Ronnie Ray Smith, Jim Hines                | 38,6     | Q     |
| 3    | Francja           | Gérard Fenouil, Jocelyn Delecour, Claude Piquemal, Roger Bambuck          | 38,8     | Q,    |
| 4    | Włochy            | Sergio Ottolina, Ennio Preatoni, Angelo Sguazzero, Livio Berruti          | 39,4     | Q     |
| 5    | Ghana             | Edward Owusu, Michael Ahey, William Quaye, James Addy                     | 39,9     |       |
| –    | Bahamy            | Jerry Wisdom, Tom Robinson, Bernard Nottage, Kevin Johnson                | DSQ      |       |
| –    | Nigeria           | Timon Oyebami, Robert Ojo, Benedict Majekodunmi, Kola Abdulai             | DSQ      |       |
| –    | ZSRR              | Ołeksij Chłopotnow, Jewgienij Siniajew, Nikołaj Iwanow, Władisław Sapieja | DSQ      |       |

### Finał
| Poz. | Państwo           | Zawodnicy                                                           | Rezultat | Uwagi |
| ---- | ----------------- | ------------------------------------------------------------------- | -------- | ----- |
| 1    | Stany Zjednoczone | Charles Greene, Melvin Pender, Ronnie Ray Smith, Jim Hines          | 38,2     | [ 1 ] |
| 2    | Kuba              | Hermes Ramírez, Juan Morales, Pablo Montes, Enrique Figuerola       | 38,3     | [ 7 ] |
| 3    | Francja           | Gérard Fenouil, Jocelyn Delecour, Claude Piquemal, Roger Bambuck    | 38,4     | [ 4 ] |
| 4    | Jamajka           | Errol Stewart, Michael Fray, Clifton Forbes, Lennox Miller          | 38,4     |       |
| 5    | NRD               | Heinz Erbstößer, Hartmut Schelter, Peter Haase, Harald Eggers       | 38,6     | [ 5 ] |
| 6    | RFN               | Karl-Peter Schmidtke, Gert Metz, Gerhard Wucherer, Jochen Eigenherr | 38,7     | [ 2 ] |
| 7    | Włochy            | Sergio Ottolina, Ennio Preatoni, Angelo Sguazzero, Livio Berruti    | 39,2     | =     |
| 8    | Polska            | Wiesław Maniak, Edward Romanowski, Zenon Nowosz, Marian Dudziak     | 39,2     |       |